# 許貫之
許貫之（1495年—？），字道卿，浙江杭州府錢塘縣人，民籍，明朝政治人物。

## 生平
嘉靖四年（1525年）乙酉科浙江鄉試第三十七名舉人。嘉靖十四年（1535年）中式乙未科會試第七十七名，登第三甲第九十六名進士。授吉水县知县，十八年十一月选授礼科给事中。

## 家族
曾祖許能；祖父許鵬；父許鯨，母徐氏。永感下。